# Máximo Fuertes Acevedo
Máximo Fuertes Acevedo (Oviedo; 9 de diciembre de 1832 – Madrid; 1 de julio de 1890) fue un erudito, investigador literario, escritor y catedrático universitario español del siglo XIX.  

## Biografía
En Oviedo hace el Bachillerato y después, en la universidad, parte de los estudios de Ciencias y Derecho, hasta 1851, año en el que obtuvo una plaza de alumno pensionado de la Escuela Normal de Filosofía de Madrid, que acababa de crearse. Esto le permitió seguir estudios de investigación literaria simultáneamente a los estudios científicos, licenciándose en Ciencias Naturales en 1856, y ese mismo año se doctoró con premio extraordinario. A partir de este momento, comenzó a trabajar como ayudante en la Escuela de Física, hasta el año siguiente, 1857, que obtuvo por oposición una plaza de profesor ayudante en la Universidad de Oviedo, en la que permaneció poco tiempo, pues fue sucesivamente trasladado a las universidades de Santiago de Compostela y Valladolid. En 1865 obtuvo por oposición la cátedra de Física y Química en el Instituto de Santander, donde permaneció casi trece años, y después de haber estado destinado por muy poco tiempo en el Instituto de Figueras, en Gerona, en 1878, pasó al de Badajoz, del que fue nombrado director en 1881. Fue nombrado catedrático de la Universidad de Granada sin haberlo solicitado, por lo que rehusó el nombramiento permaneciendo en Badajoz.
Cultivó sobremanera los estudios científicos, histórico-biográficos y literarios. Perteneció a la Real Academia de la Historia y a otras sociedades científicas españolas y extranjeras y a la Real Orden de Isabel la Católica. Medalla de Oro de la Exposición Universal de Barcelona de 1888; socio honorario de la Real Academia Hispano Americana de Ciencias, Artes y Letras de Cádiz, socio de las Económicas de Oviedo, Badajoz y León, socio de mérito de la Ibero-Americana y vocal de la comisión oficial de la Exposición de Barcelona. Colaboró asiduamente en la prensa local, nacional y profesional, escribiendo en El Faro Asturiano, El Carbayón y La Ilustración Gallega y Asturiana, y en El Resumen, La Patria y El Eco del País de Madrid. 
Gran estudioso de la biografía de ilustres asturianos, publicó investigaciones en un libro titulado Ensayo de una biblioteca de autores asturianos, premiado en 1867 por la Biblioteca Nacional de Madrid. Su Estudio biográfico crítico de los Jurisconsultos más ilustres de Asturias fue galardonado en 1883 por la Real Sociedad Económica Asturiana de Amigos del País. Otras obras suyas son:
- Noticias históricas de la prensa periodística de Asturias (1868)
- Curso de Física elemental y nociones de Química (1879)
- Bosquejos científicos. Estudios sobre Astronomía, Física y Meteorología (1880)
- Mineralogía Asturiana (1880), que describe los yacimientos minerales conocidos así como las actividades extractivas históricas y contemporáneas.
- El darwinismo: sus adversarios y defensores (1883)
- Bosquejo acerca del estado que alcanzó en todas épocas la literatura en Asturias (1885)
- La atmósfera: su composición, su importancia en la vida terrestre, presión atmosférica y modo de apreciarla (1885)
- Vida y escritos del Marqués de Santa Cruz de Marcenado (1886)
- Influencia de los Agustinos en la literatura española (1887)
- Biografía y bibliografía general asturiana (en 7 tomos)
- Las calles de Oviedo, su fisonomía y carácter físico, moral y político de sus moradores